# Terrestre do Samba
Terrestre do Samba é uma das escolas de samba de São Luís (Maranhão). Fundada em 17 de outubro de 1958. Está localizada no Bairro da Estiva, Zona rural de São Luís. Por muitos anos, a Terrestre do Samba desfilou no extinto Grupo B (2ª divisão). Poucas vezes desfilou na 1ª divisão. No final dos anos 1980, ela deixou de existir. Mas, a partir do início da década de 2000, ela voltou a concorrer. Ainda, desfila com muitas dificuldades financeiras.
Em 2012, classificou-se em oitavo lugar.
Em 2016 levou para a avenida o enredo "O mundo é meu quintal" fazendo um bom desfile que animou o público
Já em 2017 trouxe o enredo "O grito de alerta e o sonho de uma nova era", fazendo uma crítica e um alerta de como estamos cuidando do planeta 
Em 2018 homenageou o 50 anos do bairro anjo da guarda, com belo samba enredo e um desfile bonito a escola passou bem na avenida
Em 2019 contou as lendas e riquezas da Amazônia com o enredo "Amazonas em busca do Eldorado"
Em 2020 trouxe o enredo "Medo eu tenho e você" trazendo de forma crítica e humorada sobre os medos, desde histórias de terror e as mazelas sociais, realizando um bom desfile
Em 2023 levou o enredo "O poder da criação", com referências as grandes invenções da humanidade
Em 2024 a Terrestre realiza o seu maior desfile, elogiado por público e imprensa, trazendo belas fantasias e alegorias de bom acabamento e efeito levou para a passarela o enredo " A cura o elixir da vida", contando as várias formas de cura, dos povos antigos, ciência, cura pela fé

## Segmentos

### Diretores
| Ano  | Diretor de Carnaval | Diretor geral de harmonia | Mestre de bateria | Ref.  |
| ---- | ------------------- | ------------------------- | ----------------- | ----- |
| 2014 |                     |                           | Márcio            | [ 2 ] |
| 2016 |                     |                           |                   |       |

### Corte de bateria
| Ano  | Rainha         | Madrinha | Musa | Ref.  |
| ---- | -------------- | -------- | ---- | ----- |
| 2014 | Valéria Santos |          |      | [ 2 ] |
| 2016 |                |          |      |       |

## Carnavais
| Ano  | Colocação                                               | Enredo                                                                               | Carnavalesco                                            | Ref   |
| ---- | ------------------------------------------------------- | ------------------------------------------------------------------------------------ | ------------------------------------------------------- | ----- |
| 2008 | 8º lugar                                                | Sempre verde, sempre bela, terra que dá samba                                        |                                                         |       |
| 2009 | 11º lugar                                               | Estiva, minha terra, meu torrão                                                      |                                                         |       |
| 2010 | 10º lugar                                               | A Terrestre enaltece São Luís, Capital da Cultura Brasileira                         |                                                         |       |
| 2011 | 9º lugar                                                | Fofão:nossa folia, nosso rei Compositor:José Ferreira Mendes                         |                                                         | [ 3 ] |
| 2012 | 8º lugar                                                | São luís: uma cidade de símbolos                                                     |                                                         | [ 4 ] |
| 2013 | Não houve concurso                                      | Não houve concurso                                                                   | Não houve concurso                                      | [ 5 ] |
| 2014 | 9°                                                      | Rei ou de loucos, todos temos um pouco                                               |                                                         |       |
| 2015 | 9°                                                      | No Reino de Ula-lá o Fofão é Nosso Rei                                               |                                                         | [ 6 ] |
| 2016 | 7º                                                      | O mundo é meu quintal                                                                | Guilherme Mendes                                        | [ 7 ] |
| 2017 | 7º lugar                                                | O grito de alerta e o sonho de uma nova era”                                         | Joardson Portela                                        |       |
| 2018 | 10°lugar                                                | Viva o Anjo da Guarda 50 anos de mistérios segredos e tradições                      | Joardson Portela                                        |       |
| 2019 | 10° lugar                                               | Amazonas Em Busca Do Eldorado                                                        | Joardson Portela                                        |       |
| 2020 | 8° lugar                                                | Medo eu tenho e você?                                                                | Joardson Portela                                        |       |
| 2021 | Concursos cancelados em virtude da pandemia de COVID-19 | Concursos cancelados em virtude da pandemia de COVID-19                              | Concursos cancelados em virtude da pandemia de COVID-19 |       |
| 2022 | Concursos cancelados em virtude da pandemia de COVID-19 | Concursos cancelados em virtude da pandemia de COVID-19                              | Concursos cancelados em virtude da pandemia de COVID-19 |       |
| 2023 | 5º lugar                                                | O poder da criação                                                                   | Joardson Portela                                        |       |
| 2024 | 7º lugar                                                | A cura o elixir da vida                                                              | Joardson Portela                                        |       |
| 2025 | 8⁰ lugar                                                | Das matas do Itariri à passarela da ilusão, tua arte Carmelita hoje é festa e emoção | Sebastião Cardoso                                       |       |